# Antun Branko Šimić

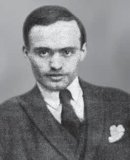
Antun Branko Šimić

Antun Branko Šimić (* 18. November 1898 in Drinovci bei Grude als Ante Šimić; † 2. Mai 1925 in Zagreb) war ein kroatischer Schriftsteller des Expressionismus. Seine Lyrik hat einen sparsamen, aufrichtigen und ernsten Ausdruck und wirkt auch noch auf die heutige Generation kroatischer Dichter.

## Leben
Antun Branko Šimić kam am 18. November 1898 in Drinovci, in der westlichen Herzegowina als zweites von neun Kindern der Eltern Martin (* 1871) und Vida Šimić (* 1873, geborene Tomas), zur Welt. Šimić wurde in der örtlichen Kirche Sveti Mihovil auf den Namen Ante getauft. Drei seiner Geschwister verstarben bereits im Kindesalter.
Nach dem Besuch der Volksschule in Drinovci besuchte Šimić ab 1910 das Franziskaner-Gymnasium in Široki Brijeg. In der vierten Klasse wechselte er auf das Gymnasium von Mostar und nach einigen Wochen auf das Gymnasium von Vinkovci. 1913 veröffentlichte Šimić unter dem Pseudonym Slavče seine ersten Verse in der Zagreber Zeitschrift Luča. Weitere Verse 1914 in der Zeitschrift Pobratim. Im Herbst 1915 ging Šimić in die kroatische Hauptstadt Zagreb und absolvierte dort am Gymnasium der Unterstadt die sechste und siebte Gymnasialklasse. Danach brach er die Schulausbildung zugunsten der Literatur ab.
Ab Dezember 1917 bis Februar 1919 gab Šimić die Literaturzeitschrift Vijavica (Der Schneesturm) sowie ab 1919 zusammen mit Nika Miličević und Gustav Krklec die Zeitschrift Juriš (Der Angriff) heraus. Das Projekt scheitert aus Kostengründen und Meinungsverschiedenheiten innerhalb der Gruppe. Daneben arbeitete Šimić an Miroslav Krležas Zeitschrift Plamen (Die Flamme) mit.
Im Mai 1920 veröffentlichte Šimić seine Gedichtsammlung Preobraženja (Verwandlungen) mit 48 Gedichten. Diese gelungene Realisierung seiner Poesie bot zu diesem Zeitpunkt etwas ganz Neues. Daneben veröffentlichte er in fast allen bedeutenden Kunst- und Kulturzeitschriften aber auch in Zeitungen wie Jutarnji list (Morgenblatt).
Im Jahr 1924 gründete er die Revue Književnik (Der Schriftsteller) und erkrankte noch im selben Jahr an einer Lungen- und Rippenfellentzündung. Um sich zu erholen, reiste Šimić zum Ende des Sommers nach Dubrovnik. Im November 1924 verschlechterte sich sein Gesundheitszustand, sodass er zu Beginn des Jahres 1925 nach Zagreb zurückkehrte, wo er im Mai desselben Jahres verstarb. Šimić wurde auf dem Mirogoj-Friedhof in Zagreb bestattet.
Der Schriftsteller Ivan Goran Kovačić schrieb über Šimić:

„Sein Weinberg reifte früh heran, und die überreifen Trauben gaben einen schweren, starken, tödlichen Wein, von dem man nicht viel, aber oft und lange trinken kann. Er kultivierte seine Sprache, studierte und vervollkommnete sie. Er war wie die alten Meister, die ihre Farben nach verschiedenen Rezepturen eigenhändig herstellten und die Leinwände selbst grundierten. Auf alle Fehler achtete er, ärgerte sich über Kleinigkeiten, falsch gesetzte Kommas und Druckfehler konnten ihn zur Weißglut bringen ... Sein überreiches geistiges Leben wurde, neben anderen Faktoren, zur Ursache für seinen physischen Tod. Er stand ganz in Flammen, und nur die Erde konnte dieses Feuer löschen.“

## Werke (Auswahl)
- Preobraženja [Verwandlungen]. Zagreb Mai 1920.
- Izabrane pjesme [Ausgewählte Gedichte]. Izvanredno izdanje Matice hrvatske, Zagreb 1933.
- Pjesme [Gedichte] (= Band 68 von Mala biblioteka). Državno izdavačko poduzeće Hrvatske Zora, Zagreb 1950.
- Sabrana djela [Gesammelte Werke] (= Domaći pisci. 3 Bde.). Znanje, Zagreb 1960.
- Pjesme i proza [Gedichte und Prosa] (= Band 99 von Pet stoljeća hrvatske književnosti). Matica hrvatska – Zora, Zagreb 1963.
- Sabrana djela [Gesammelte Werke] (= Biblioteka izabrana djela. 2 Bde.). Verlag “August Cesarec”, Zagreb 1988 (Neuauflage zum 100. Geburtstag im Verlag Dom & svijet, 1998).

## Nachleben
Šimić ist auf der 20-Konvertible-Mark-Banknote, in der Version für die Föderation Bosnien und Herzegowina, abgebildet.
Kroatien gab anlässlich von Šimićs 100. Geburtstages im Jahr 1998 eine Sondermarke heraus. Für Bosnien und Herzegowina gab die Kroatische Post Mostar 1999 eine Sondermarke, einen Sonderstempel sowie Ersttagsbrief und -karte  aus.
2005 errichtete der führende kroatische Kulturverein Matica hrvatska Šimić ein Standbild in Mostar. Das Denkmal wurde vom Bildhauer Josip Ivanović ausgeführt. Daneben stehen Büsten von Šimić in Drinovci, Grude und Kijevo.
Seit 1998 wird alljährlich vom Verband der kroatischen Schriftsteller Herceg-Bosnas (Društvo hrvatskih književnika Herceg Bosne) in Mostar der Antun-Branko-Šimić-Preis vergeben.